# Lorenzo López Sancho
Lorenzo López Sancho (Astorga, 13 de julio de 1910 - Madrid, 10 de marzo de 2001) fue un periodista español, cronista de Madrid y crítico teatral.

## Biografía
Estudió Derecho en la Universidad de Madrid y se graduó en la Escuela Oficial de Periodismo. Amplió su formación en Francia (París, Aix en Provence y Niza) y a su regreso a España, se estableció como periodista en el diario fundado por su padre, Don Porfirio López, El Faro Astorgano. Más tarde recorrió diversas publicaciones en Galicia hasta recalar en El Ideal Gallego donde fue redactor. Pasó también por Radio Nacional de España en La Coruña, donde puso su empeño como editor en La Rosa de los Vientos, un intento de revitalizar el panorama literario de postguerra. En 1950 se incorporó al Diario ABC, donde permaneció el resto de su carrera —a excepción de un paréntesis como corresponsal de La Vanguardia en París entre 1962 y 1965—. En ABC fue redactor, informador deportivo y crítico teatral. Realizaba la crónica de Madrid bajo el seudónimo de Isidro, con tal éxito con el ayuntamiento de la capital le nombró cronista oficial. Como crítico teatral trabajó hasta mucho tiempo después de su jubilación formal, firmando desde su casa, ya octogenario, con el pseudónimo de Planetario. Fue autor de las obras Aurelia o la libertad de soñar y La pícara Justina y los ensayos El concepto de lo popular en el teatro y Antología de la zarzuela, además de un libro de cuentos y una novela corta (La sequía). También fue guionista de dos series de televisión: A través de la niebla (1971-1972) y El semáforo (1996). Fue galardonado con el Premio Luca de Tena a su trayectoria periodística.